# A Ride for a Bride
A Ride for a Bride é um curto filme de comédia muda norte-americano de 1913, dirigido por George Nichols e estrelado por Fatty Arbuckle.

## Elenco
- Fatty Arbuckle – Fatty
- Charles Avery
- Alice Davenport
- Edgar Kennedy
- Ford Sterling

## Produção
O título de trabalho do filme foi The Golf Ball.